# Flygvapnets Södertörnsskolor
Flygvapnets Södertörnsskolor (F 18) var en truppslagsskola för markförbanden inom svenska flygvapnet som verkade åren 1974–1986. Förbandsledningen var förlagd vid Tullinge flygplats i Tullinge.

## Historik
Flygvapnets Södertörnsskolor (F 18) bildades i juli 1974 och har sitt ursprung i Södertörns flygflottilj. Inför försvarsbeslutet 1968 föreslog regeringen för riksdagen att Göta flygflottilj och Södertörns flygflottilj skulle avvecklas. För Södertörns flygflottilj innebar beslutet dock att endast jaktflygdivisionerna och baskompanier skulle avvecklas, men att flottiljadministrationen skulle kvarstå. Det med anledning att regeringen ville invänta ett fullständigt förslag från Försvarets fredsorganisationsutredning (FFU) gällande organisationen av flygvapnets förband inom Stockholmsområdet, men även om flygvapnets skolorganisation.
År 1971 presenterade Försvarets fredsorganisationsutredning sin utredning gällande flygvapnets förband i Stockholmsområdet och flygvapnets skolorganisation. Utredningen föreslog för regeringen att Roslagens flygkår, Svea flygkår samt att Södertörns flygflottilj skulle avvecklas. Södertörns flygflottilj föreslogs dock samtidigt att omorganiseras till en skolenhet för utbildning i huvudsakligen stridslednings och luftbevakningstjänst. Hallands flygkår föreslogs omorganiseras till en skolenhet med huvudinriktning på bastjänst. Sålunda föreslogs att bastjänstutbildningen vid flygvapnet skulle förläggas till Halmstad och strilutbildningen till Tullinge. De båda utbildningsenheterna föreslogs enligt utredningen benämnas Halmstads flygvapenskolor och Södertörns flygvapenskolor. Flygvapnets Södertörnsskolor hade ett stort arv från flottiljen, både förbandsbeteckningen F 18, samt det heraldiska vapnet och förbandsfanan ärvdes från flottiljen. Den verksamhet som tillfördes till Södertörnsskolorna kom i huvudsak från Roslagens flygkår (F 2) och Svea flygflottilj (F 8), det gav upphov till den så kallade Stockholmskarusellen. Från F 2 i Hägernäs tillkom skolorna Flygvapnets stridslednings- och luftbevakningsskola (STRILS), Flygvapnets materielskola (FMS) och Flygvapnets kadett- och aspirantskola för marklinjen (KAS/M). Från F 8 i Barkarby tillkom Sambandsflygenheten, vilken hade i uppdrag att transportera bland annat regering och kungshuset. År 1983 tillkom Flygvapnets flygbefälsskola (FBS) från Malmslätt.
Inför försvarsbeslutet 1982 föreslog dåvarande ÖB Lennart Ljung att Södertörnsskolorna senast 1992 skulle avvecklas som förband och att den kvarvarande verksamheten skulle omlokaliseras till övriga skolförband inom Flygvapnet. Bakgrunden till avvecklingen låg i en besparing som Flygvapnet var tvingat att uppnå. Ett alternativ fanns till att behålla F 18, vilket hade inneburit att Västgöta flygflottilj (F 6) i Karlsborg istället hade avvecklats, något som hade medfört stora regionala konsekvenser i Västergötland. Och om ett skolförband skulle behållas framför en flottilj, skulle en oproportionell stor del av Flygvapnets fredsorganisation tas i anspråk för skolverksamhet. Därför ansåg även försvarsutskottet att man skulle avveckla F 18, även om de ansåg att anläggningarna vid F 18 var i så pass gott skick, att de borde kunna hysa annan försvarsverksamhet som var tvungen att ligga i Stockholmsområdet. Den 4 juni 1982 antogs försvarsbeslutet av riksdagen och en avveckling av Flygvapnets Södertörnsskolor var ett faktum.
I april 1984 föreskrev regeringen att F 18 skulle avvecklas senast den 30 juni 1986. Samma månad meddelade F 18 sitt förslag till avvecklingen och började samtidigt avveckling och överföring av skolor. Strilförbanden, det vill säga krigsförbanden vid F 18, överfördes den 1 juli 1984 till Bråvalla flygflottilj (F 13) i Norrköping. Den 1 juni 1985 överfördes Sambandsflyget till Upplands flygflottilj (F 16), med basering på Bromma flygplats. 12. jaktflygdivisionen avvecklades tillsammans med flygtrafikledningen och väderstationen, varvid flygtjänsten upphörde. Samtidigt reducerades flygbasbataljonen till en flygbastropp. Bastroppens uppgift var att hålla fältet öppet samt serva gästande flygplan. Samma datum upphörde det mobiliseringsansvar som F 18 hade haft.
Den 1 oktober 1985 överfördes Flygvapnets teletekniska skola (FTTS) till Flygvapnets Halmstadsskolor och blev en del Flygvapnets markteletekniska skola (FMTS). Den 1 oktober överfördes även Bungeskolan på Gotland till F 13. Efter att de två skolorna överförts till andra förband var Stridslednings- och luftbevakningsskolan den enda skolan som var underställd F 18 fram till att förbandet avvecklades den 30 juni 1986. Från den 1 juli underställdes Stridslednings- och luftbevakningsskolan Flygvapnets Uppsalaskolor. Skolan låg dock kvar i Tullinge, då det ansågs för dyrt att flytta den. Den 1 juli 1986 övertog F 13 hela Tullinge-etablissemanget som fick namnet "F 13 Tullinge" och understödde F 20/StrilS. Den 30 juni 1994 avvecklades F 13 och detachementet överfördes temporärt till F 16. Samma år lämnade Stridslednings- och luftbevakningsskolan Tullinge och den 30 juni 1995 lämnades Tullinge helt. Anläggningar som ej påverkade basens roll som krigsflygbas avyttrades.

### Viktigare årtal
- 1974: Flygvapnets Södertörnsskolor bildas den 1 juli.
- 1974: Flygvapnets materielskola och Flygvapnets kadett- och aspirant/marklinjen överförs från F 2.
- 1974: Sambandsflygenheten överförs från F 8.
- 1974: Bungeskolan överförs från F 13.
- 1983: Flygvapnets flygbefälsskola överförs från Malmslätt.
- 1983: KAS/M avvecklas den 31 december.
- 1984: Regeringen föreskriver att F 18 ska avvecklas den 30 juni 1986.
- 1984: Strilförbanden överförs den 1 juli till F 13 Norrköping.
- 1985: Sambandsflyget överförs den 1 juni till F 16.
- 1985: 161. jaktflygdivisionen, Flygtrafikledningen och väderstationen avvecklas den 1 juni.
- 1985: Flygvapnets teletekniska skola överförs den 1 oktober till F 14 i Halmstad.
- 1985: Bungeskolan överförs den 1 oktober till F 13 Norrköping.
- 1986: F 18 avvecklas officiellt den 30 juni 1986.
- 1986: STRILS underställs F 20 fån och med den 1 juli 1986.
- 1986: Tullinge etablissemanget övergår den 1 juli som ett detachement till F 13.
- 1994: STRILS upphör sin verksamhet i Tullinge den 30 juni och omlokaliseras till Ärnabasen i Uppsala.
- 1995: Försvarsmaktens fredsverksamhet vid Tullinge upphör helt den 30 juni 1995.

## Ingående enheter
| Beteckning | Namn                                                 | Aktiv     | Anmärkning                                                       |
| ---------- | ---------------------------------------------------- | --------- | ---------------------------------------------------------------- |
|            | Bungeskolan                                          | 1974–1985 | Tillkom 1974 från F 13G Överförd 1985 till F 13 Norrköping       |
| STRILS     | Stridslednings- och luftbevakningsskolan             | 1974–1986 | Tillkom 1974 från F 2 Hägernäs Överförd 1994 till F 20 Uppsala   |
| KAS/M      | Flygvapnets kadett- och aspirantskola för marklinjen | 1974–1983 | Tillkom 1974 från F 2 Hägernäs Avvecklad den 31 december 1983    |
| FBS        | Flygvapnets flygbefälsskola                          | 1983–1985 | Tillkom 1983 från F 3 Malmslätt Överförd 1985 till F 20 Uppsala  |
| FTTS       | Flygvapnets teletekniska skola                       | 1974–1985 | Tillkom 1974 från F 2 Hägernäs Överförd 1985 till F 14 Halmstad. |

### Bungeskolan
Bungeskolan var en lottaskola inom frivilligrörelsen och startades som ett lokalt initiativ i F 13 Gotlangs regi. Efterhand ökade utbildningen och skolan blev en av Flygvapnets gemensamma utbildningsplatser för Lottorna. Genom att F 18 omorganiserades till ett markskoleförband, överfördes ansvaret för skolan till F 18. I samband med att F 18 avvecklades, överfördes ansvaret över skolan till F 13. Utvecklingen inom Flygvapnet medförde att skolan lades ner år 1991, då anläggningen i Bunge inte längre svarade upp mot det kunskapsbehov som fanns inom Flygvapnet.

### Flygvapnets befälsskola

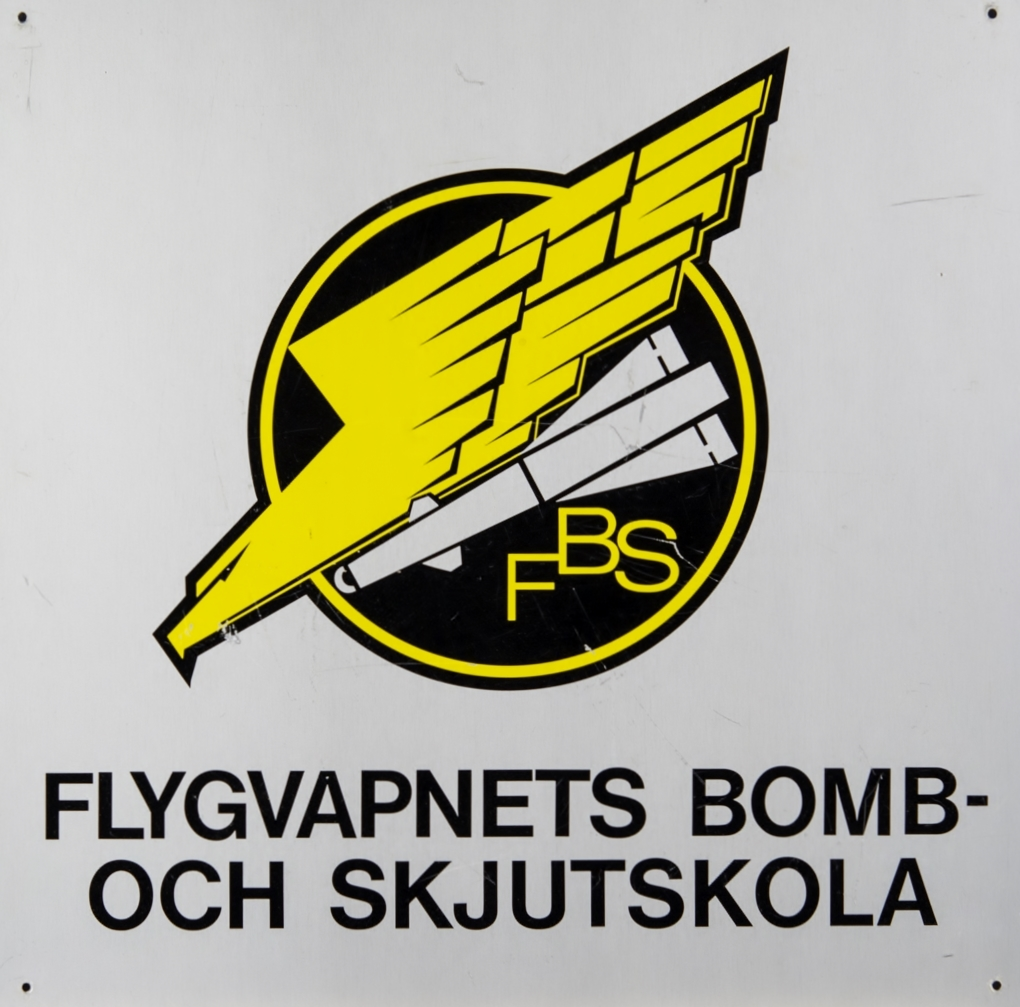
FBS emblem.

Flygvapnets befälsskola (FBS) bildades den 17 maj 1943 som Flygvapnets bomb- och skjutskola vid Norrbottens flygbaskår (F 21). Skolans huvuduppgift var till en början att utbilda i bombfällning och skjutning. År 1968 omlokaliserades skolan till Malmslätt, där den teoretiska delen hölls, medan den praktiska delen hölls vid respektive flottilj. År 1983 omlokaliserades skolan från Malmslätt. Vissa källor hävdar att skolan var placerad vid Flygvapnets Södertörnsskolor i Tullinge åren 1983–1985. Andra källor hävdar att skolan omlokaliserades direkt till Uppsala, och där blev en del av F 16. År 1985 blev skolan organisatoriskt en del av Flygvapnets Uppsalaskolor, men löd direkt under Chefen för Flygvapnet.

### Flygvapnets teletekniska skola
Flygvapnets teletekniska skola (FTTS) bildades 1966 som Flygvapnets materielskola (FMS) vid Roslagens flygkår (F 2) i Hägernäs. I samband med att F 2 lades ner, omlokaliserades skolan till Tullinge där skolan antog namnet Flygvapnets teletekniska skola. Vid Tullinge bestod skolan av ett trettiotal anställda vilka utbildade på olika skolavdelningar för markradar, radiolänk och databehandling. Utbildningen rent praktiskt gjordes vid utbildningsanläggningar både i Tullinge och på Flygvapnets fasta stridsanläggningar. I samband med att F 18 skulle avvecklas som markskoleförband 1986, kom FTTS att omlokaliseras till Halmstad och blev där en del av Flygvapnets Halmstadsskolor. Samtidigt med omlokaliseringen sammanslogs skolan med Flygvapnets flygmaterielskola (FFS), vilka båda bildade den nya skolan Flygvapnets markteletekniska skola (FMTS).

### Flygvapnets kadett- och aspirantskola för marklinjen
Flygvapnets kadett- och aspirantskola för marklinjen (KAS/M) bildades den 1 oktober 1966 vid Roslagens flygkår (F 2) i Hägernäs. Skolan utbildade blivande regementes-, plutons-, och reservofficerare för STRIL-verksamhet. I samband med att F 2 lades ner och F 18 skulle ombildas till ett markskoleförband, överfördes KAS/M till Tullinge. I Tullinge inrymdes skolan i det gamla skolhuset. Genom reformen Ny befälsordning avvecklades KAS/M den 31 december 1983. Istället inrättades Flygvapnets officershögskola vid Flygvapnets Halmstadsskolor.

### Stridsledning- och luftbevakningsskolan
Stridslednings- och luftbevakningsskolan (STRILS) bildades 1966 vid Roslagens flygkår (F 2) i Hägernäs. Skolan har sina rötter  i två skolor. Den första är Ekoradioskolan, vilken bildades år 1947. År 1956 namnändrades Ekoradioskolan och fick namnet Flygvapnets Radarskola (FRAS). De andra skolan är Stridsledningsskolan (STRIS), vilken bildades 1959. År 1966 gjordes en större omorganisation vid skolorna i Hägernäs, vilket medförde att Flygvapnets radarskola uppgick i Stridsledningsskolan och fick det nya namnet Stridslednings- och luftbevakningsskolan (STRILS). Den tekniska utbildningen överfördes med detta till Flygvapnets teletekniska skola och officersutbildning till Flygvapnets kadett- och aspirantskola för marklinjen. År 1974 omlokaliserades skolan till Flygvapnets Södertörnsskolor i Tullinge.
I Tullinge byggdes en ny skolbyggnad som inrymde STRILS med sin simulatoranläggning, där personal som skulle bemanna luftförsvarscentraler och radargruppcentraler utbildades. Skolan utbildade även personal för den nya storradarn PS-860 och den nya låghöjdsradarn PS-870, för denna utbildning fanns en komplett PS-860-radarstation på F 18 under ett antal år. I samband med att Flygvapnets kadett- och aspirantskola för marklinjen avvecklades 1983, delades dess uppgifter upp på skolorna Stridsledning- och luftbevakningsskolan och Flygvapnets officershögskola vid Flygvapnets Halmstadsskolor. Genom den avveckling som gjordes av F 18 överfördes ansvaret 1986 för STRILS till Flygvapnets Uppsalaskolor. Då skolans simulator TAST för olika delar av STRIL 60-systemet ansågs vara för ålderstigen och ömtålig för att kunna flyttas, fick STRILS ligga kvar i Tullinge till den 30 juni 1994. Efter 1994 fanns det inte längre något behov av att utbilda personal för STRIL 60 och skolan flyttades till en ny byggnad vid Flygvapnets Uppsalaskolor. I Uppsala fick skolan år 1998 det nya namnet Flygvapnets Stridsledning- och luftbevakningsskola (StrilS), det vill säga enda skillnaden låg i den nya kortbenämningen.

## Sambandsflyget
Sambandsflygenheten även känt som statsflyget har sina rötter i Stabens flygavdelning, vilken från och med 1938 ingick i 4:e divisionen vid F 8. År 1974 överfördes Sambandsflygenheten till Flygvapnets Södertörnsskolor i Tullinge. Från början använde enheten Sk 50 och Sk 60 som transportplan, dessa båda plan hade begränsningen att de saknade civila navigerings och landningshjälpmedel. Detta innebar att man var hänvisad till att flyga endast då den militära flygledningen tjänstgjorde, vilket var endast på vardagar. Två Sk 60 byggdes om med civila navigeringssystem och fick beteckningen Sk 60D. Senare tillfördes också en Tp 87, vilket gav betydligt större transportkapacitet. Efter affären med den grundstötta U 137 så fick sambandsflyget ett uppsving. Senare införskaffades en Tp 88 som kom att användas för VIP-flygningar, även om den köptes för förflytta klargörningsstyrkor för incidentberedskapen. År 1985 flyttade sambandsflyget till Bromma flygplats, då Bromma erbjöd start och landning utanför den ordinarie arbetstiden. Samma år, den 1 juni 1985, överfördes Sambandsflygenheten till F 16 i Uppsala, men bibehöll viss verksamhet på Bromma. Vid F 16 ingick enheten i flygunderhållsenheten och fick den 1 juni 1990 det nya namnet Transportflygenheten. Inför att F 16 skulle avvecklas år 2003 överfördes enheten organisatoriskt (då benämnd Specialflygenheten) den 31 december 2002 till Blekinge flygflottilj. Den 31 december 2008 överfördes Specialflygenheten från F 17 till att från den 1 januari 2009 organisatoriskt tillhöra F 7 i Såtenäs, där den tillsammans med Transportflygdivisionen bildade Transport- och specialflygenheten (7. TSFE). Vilken finns baserad på Bromma flygplats, Ronneby flygplats, Malmens flygplats, Luleå flygplats och Uppsala flygplats.

## Huvudstadsjakten
Huvudstadsjakten var inte något förband som tillhörde F 18, utan var ett detachement underställt chefen Västmanlands flygflottilj och senare chefen Upplands flygflottilj. Detachementet verkade på Tullinge åren 1981–1985. Inför avvecklingen av Västmanlands flygflottilj väcktes en kampanj vid 13. jaktflygdivisionen (Adam Gul) om att bibehålla divisionen, för istället verka från Tullinge flygbas, som tillsammans med Malmby flygbas var divisionens krigsbaser. Efter en massiv kampanj där divisionen under åren 1980–1981 spred olika upprop, som till exempel "Visste du...att det fanns 12 jaktdivisioner i Mellansverige 1971? att om inget görs finns bara tre kvar 1983". Divisionens kampanj fick stöd hos både försvarsstaben, ÖB, Östra- och Södra milostaben, vilket senare resulterade i att divisionen med 12 jaktflygplan, J 35F2 Draken, samt tredje kompaniet tog farväl av F 1 den 31 augusti 1981. På Tullinge fick divisionen överta byggnad 97, som tidigare hade innehafts av 183. jaktflygdivisionen vid Södertorns flygflottilj. Den bastropp som fanns vid F 18 utökades till att omfatta ett kompani. Divisionens sexton J 35F Draken parkerades i berghangaren. För att anpassa sig från Västmanland till Södermanland, antog divisionen tilläggsnamnet Kungliga Hufvudstadsjakten, och hade Södermanlands landskapsvapen på fanorna på flygplanen. Åren 1981–1982 lydde divisionen under F 1. När F 1 skulle avvecklas, överfördes divisionen den 1 januari 1983 till Upplands flygflottilj. Genom denna förändring namnändrades divisionen till 161. jaktflygdivisionen (Petter Röd). Divisionen bibehöll sin basering i Tullinge, och blev kvar där tills divisionen avvecklades den 30 juni 1985. Under avslutningsceremonin den 27 juni 1985 gjordes en formationsflygning som avsked med flygrutten Tullinge – Stockholms slott – Ärna – Stockholm – Tullinge.

## Heraldik och traditioner
När Flygvapnets Södertörnsskolor bildades övertogs det heraldiska vapnet samt traditioner från det upplösta Södertörns flygflottilj. Även traditioner från Svea flygkår och Roslagens flygkår tillkom genom de olika fackskolor som tillfördes från de två flygkårerna. År 1980 antog Flygvapnets Södertörnsskolor "Adlerflug" (Blankenburg) som förbandsmarsch. År 1994 övertogs förbandsmarschen av Marinflygledningen (vilka regeringen i sin proposition 1990/91:102 hade föreslagit skulle omlokaliseras till Tullinge). Den 28 september 1999 fastanställdes den av Högkvarteret som förbandsmarsch för Helikopterflottiljen.
Inför tioårsjubileet av flygflottiljen invigdes sommaren 1956 en minnessten med texten "Till minne av kamrater". Tanken bakom texten är att minnas dom som gjorde sin plikt samt skänka dom en tacksamhets tanke, för redan samma år hade flera av kamraterna fått betala deras plikt med deras liv. Den 19 augusti 2016 besökte flygvapenchefen Mats Helgesson det före detta flottiljområdet för en minnesceremoni. Bakgrunden till besöket var en del i att flygvapnet firande 90 år. Vilket föranledde att flygvapenchefen besökte alla nedlagda flottiljer och dess kamratföreningar under hösten 2016.
Den 26 augusti 2021 invigde F 18 kamratförening flygarmonumentet ”Kungliga Hufvudstadsjakten” i Tullinge. Ceremonin genomfördes under högtidliga former där representanter från Luftstridsskolan och Flygstaben närvarade. Flygarmonumentet består av två skalenliga modeller i aluminium av J 35 Draken och står i rondellen där Kanslivägen, Rullstensvägen och Flottiljvägen.

## Materiel vid förbandet
Flygvapnets Södertörnsskolor hade ingen utbildning på flygplan, de flygplan som fanns i Tullinge från 1974 och fram till avvecklingen tillhörde Sambandsflyget samt F 16.

- 1974–1985: Sk 50
- 1974–1985: Sk 60
- 1984–1985: Tp 87
- 1974–1985: Tp 88
- 1981–1985: J 35F Draken [d]

## Förbandschefer
Förbandschefen titulerades skolchef och hade tjänstegraden överste.

- 1974–1979: Överste Klas Normelius
- 1979–1981: Överste Artur Landare
- 1981–1984: Överste Bernt Östh
- 1984–1984: Överstelöjtnant Ted Boheman [e]
- 1984–1986: Överste Sture Erlandsson

## Namn, beteckning och förläggningsort
| Flygvapnets Södertörnsskolor | 1974-07-01 | – | 1986-06-30 |
| F 13 Tullinge                | 1986-07-01 | – | 1994-06-30 |

| F 18  | 1974-07-01 | – | 1986-06-30 |
| F 13T | 1986-07-01 | – | 1994-06-30 |

| Tullinge flygplats (F) | 1974-07-01 | – | 1994-06-30 |
| Bromma flygplats (D)   | 1985-??-?? | – | 1985-06-30 |

## Galleri

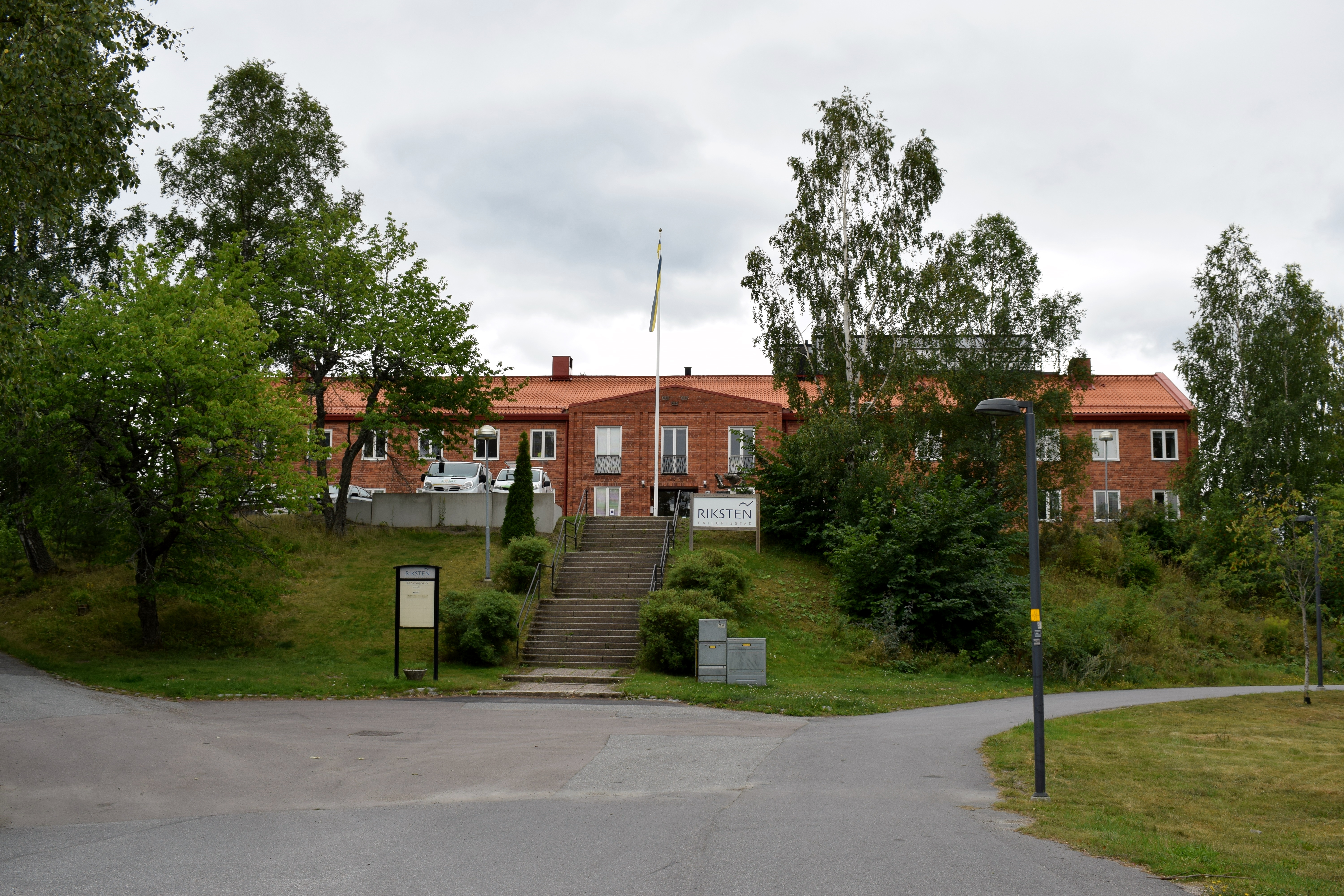
Kanslihuset vid skolan.
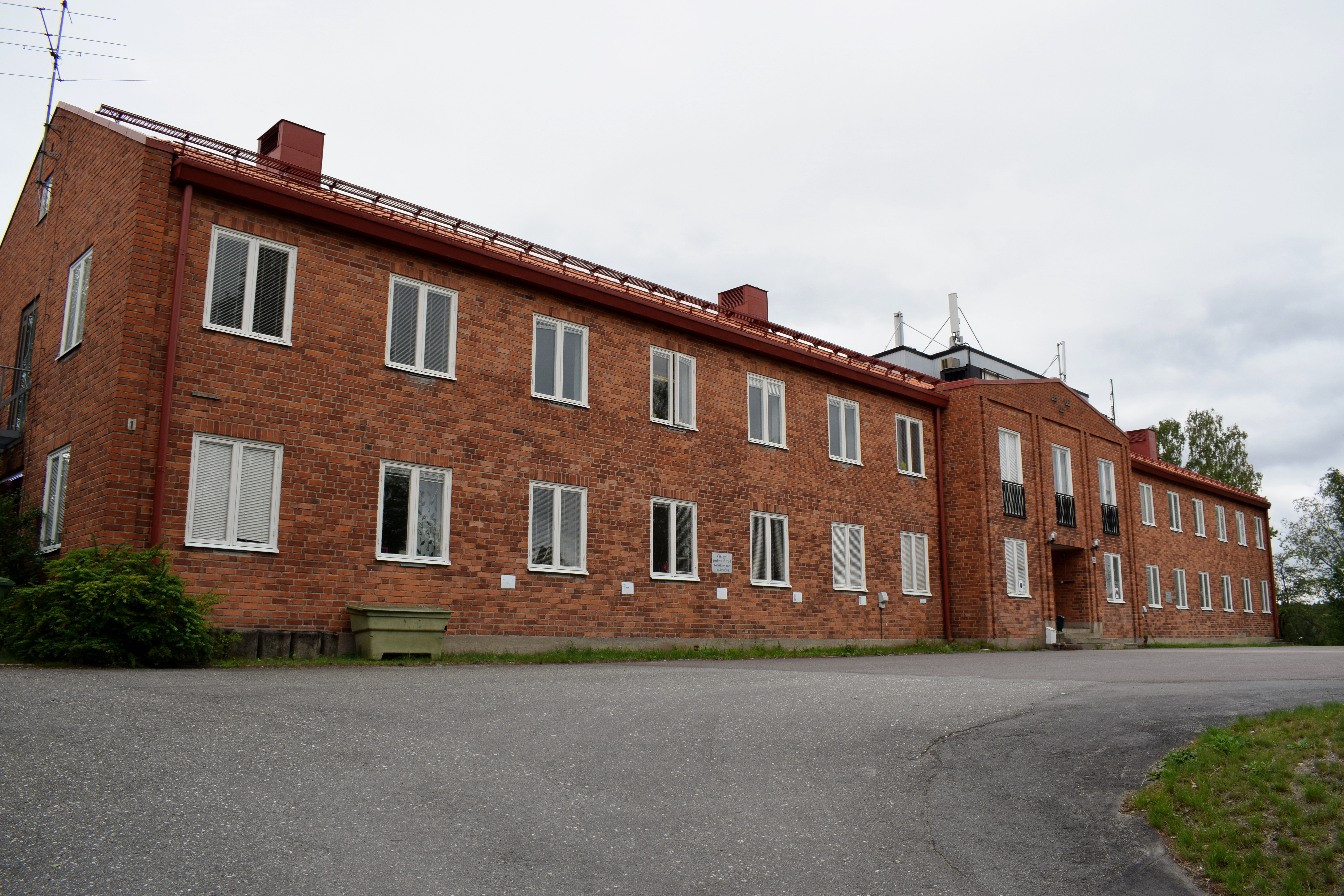
Kanslihuset vid skolan.
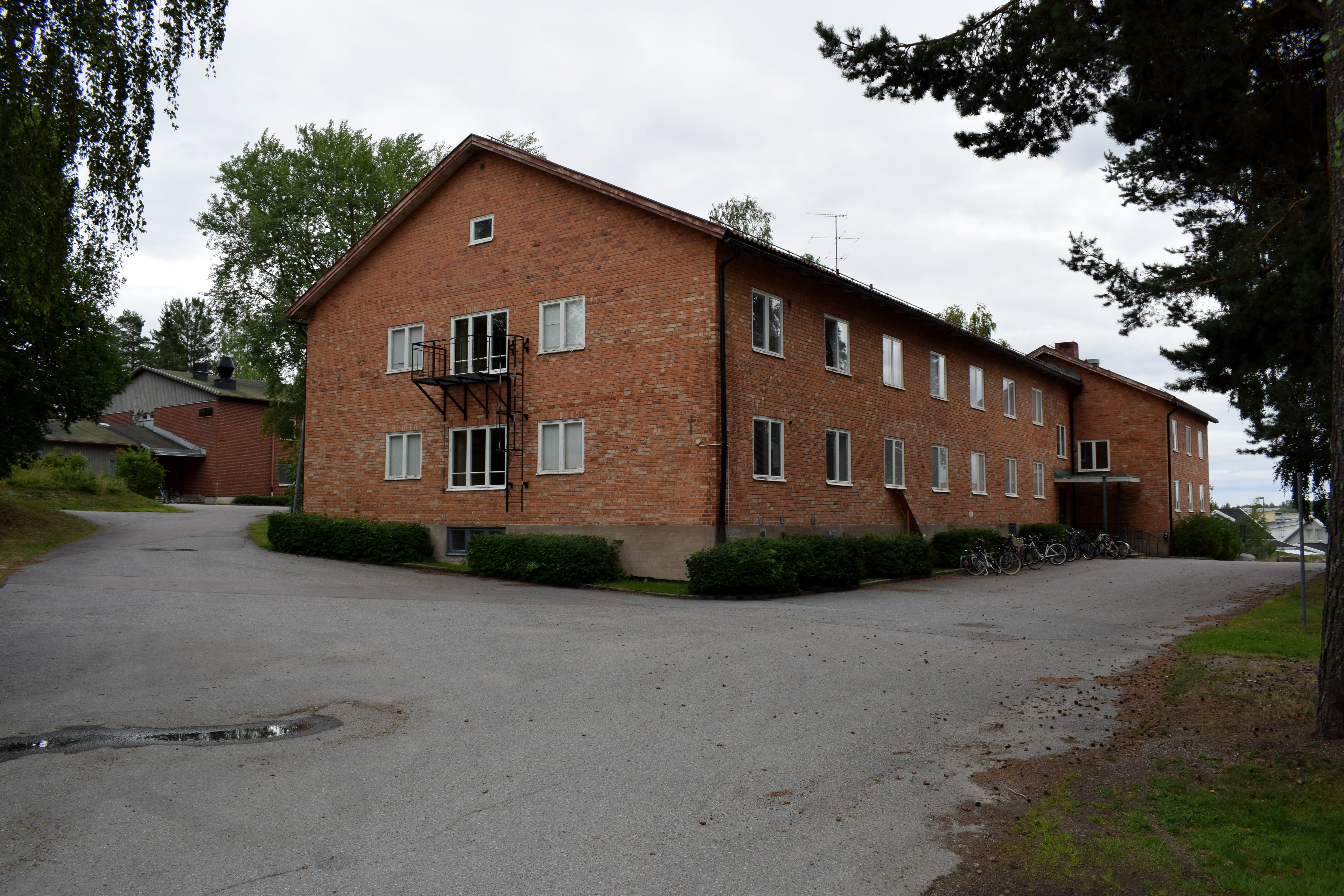
Kompanikasern vid skolan.
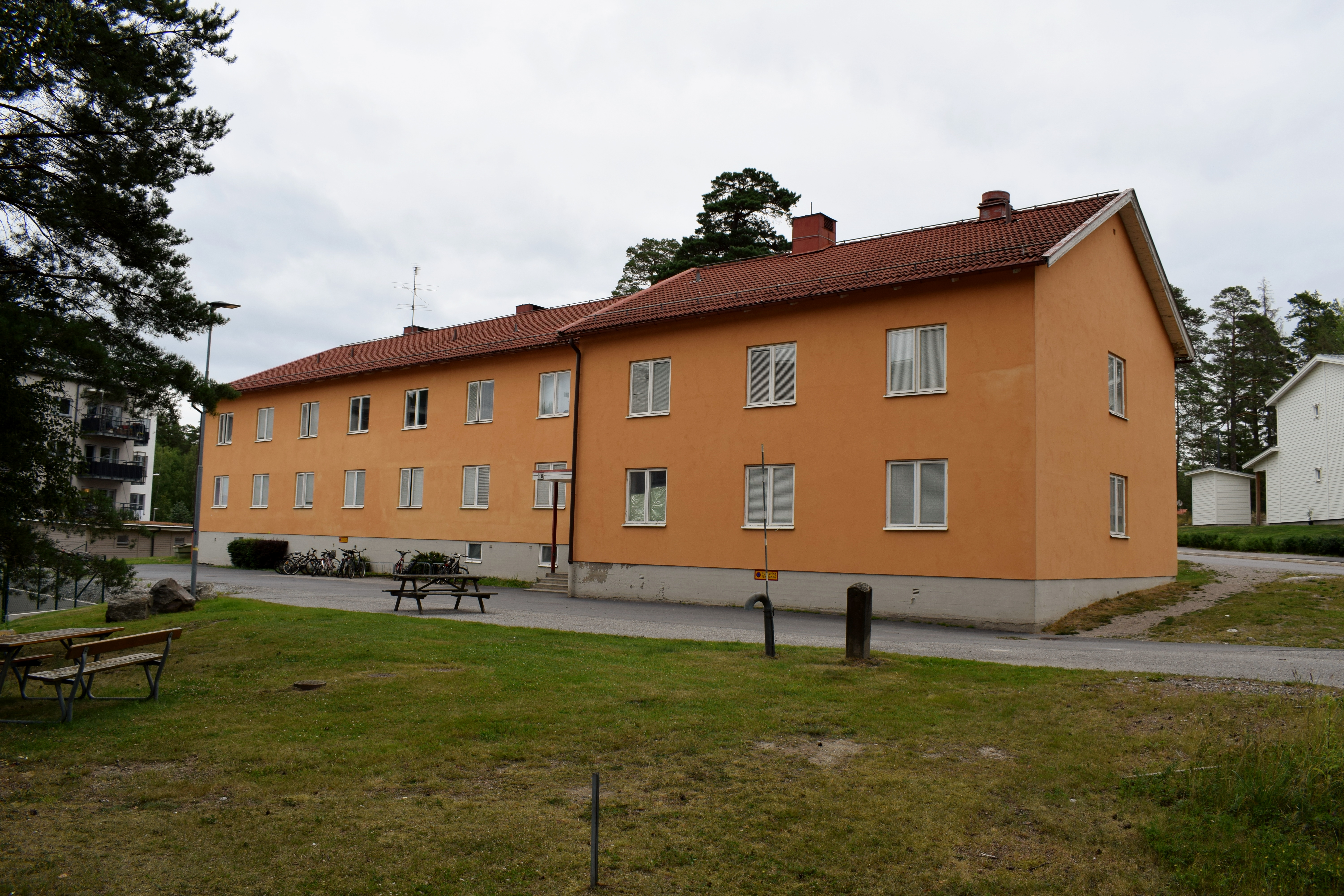
Kompanikasern vid skolan.
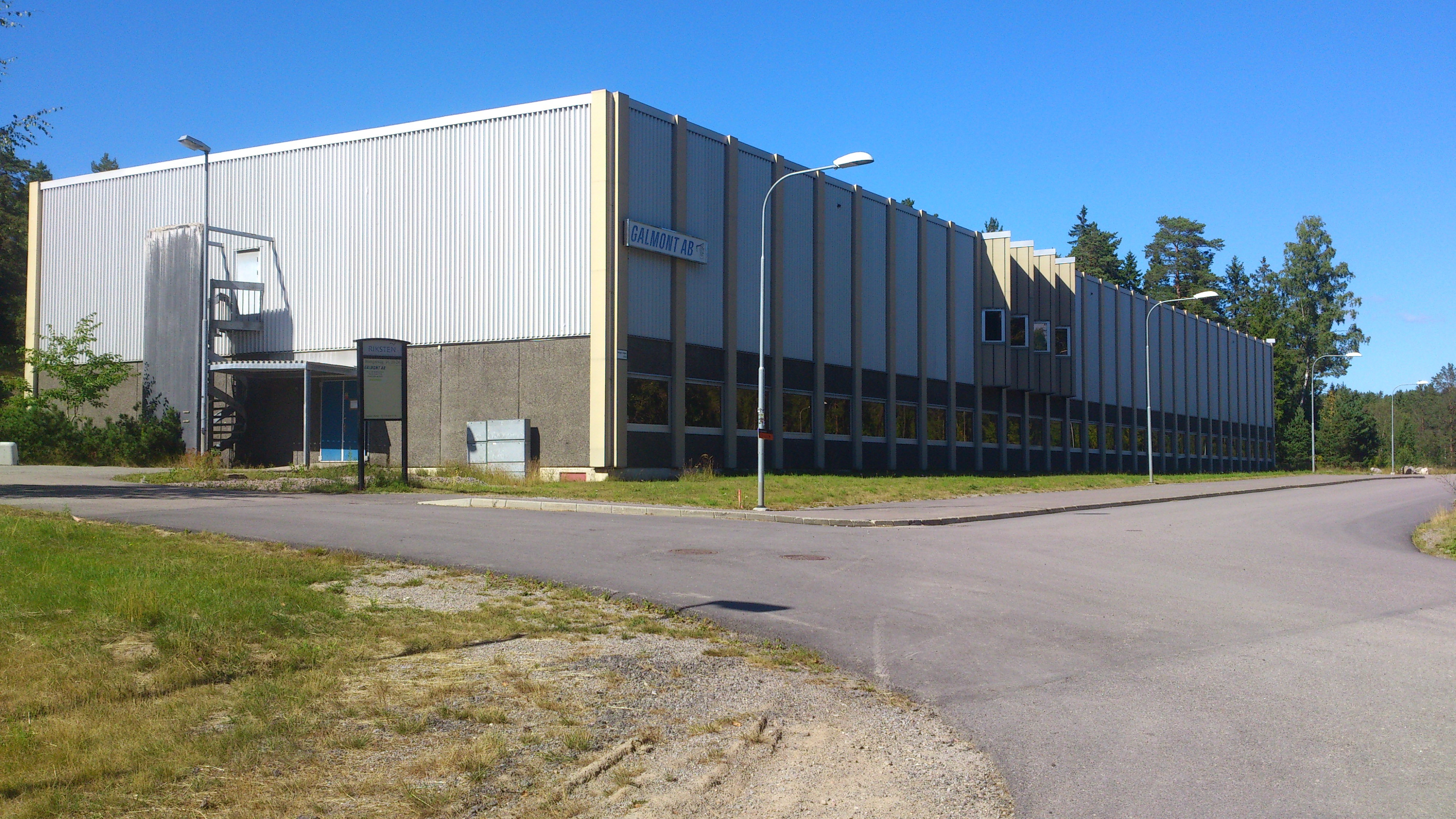
Flygvapnets stridslednings- och luftbevakningsskola (STRILS) skollokaler.
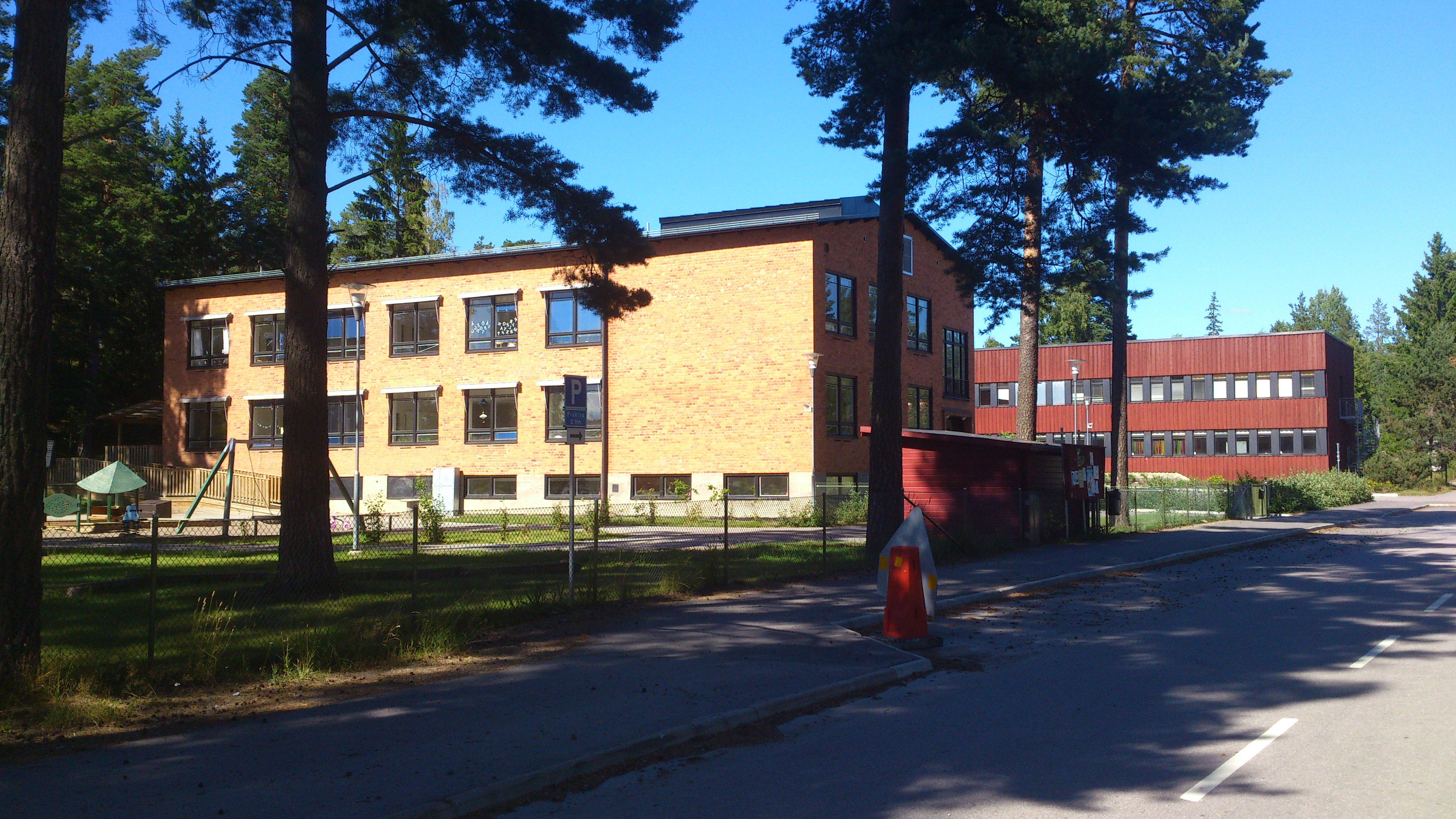
"Gamla skolhuset" (gula tegelbyggnaden), KAS/M:s skollokaler.
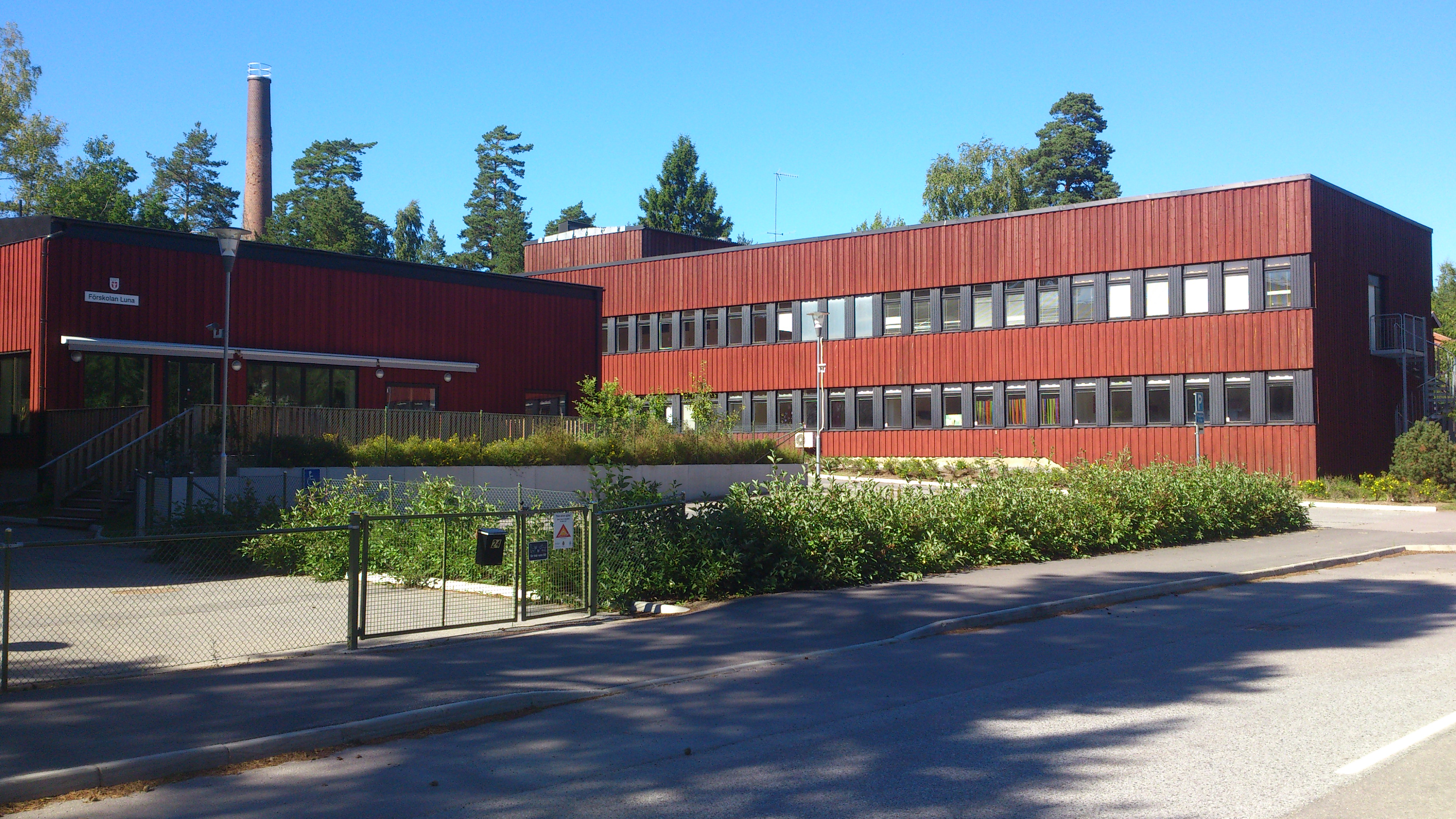
FTTS:s skollokaler.
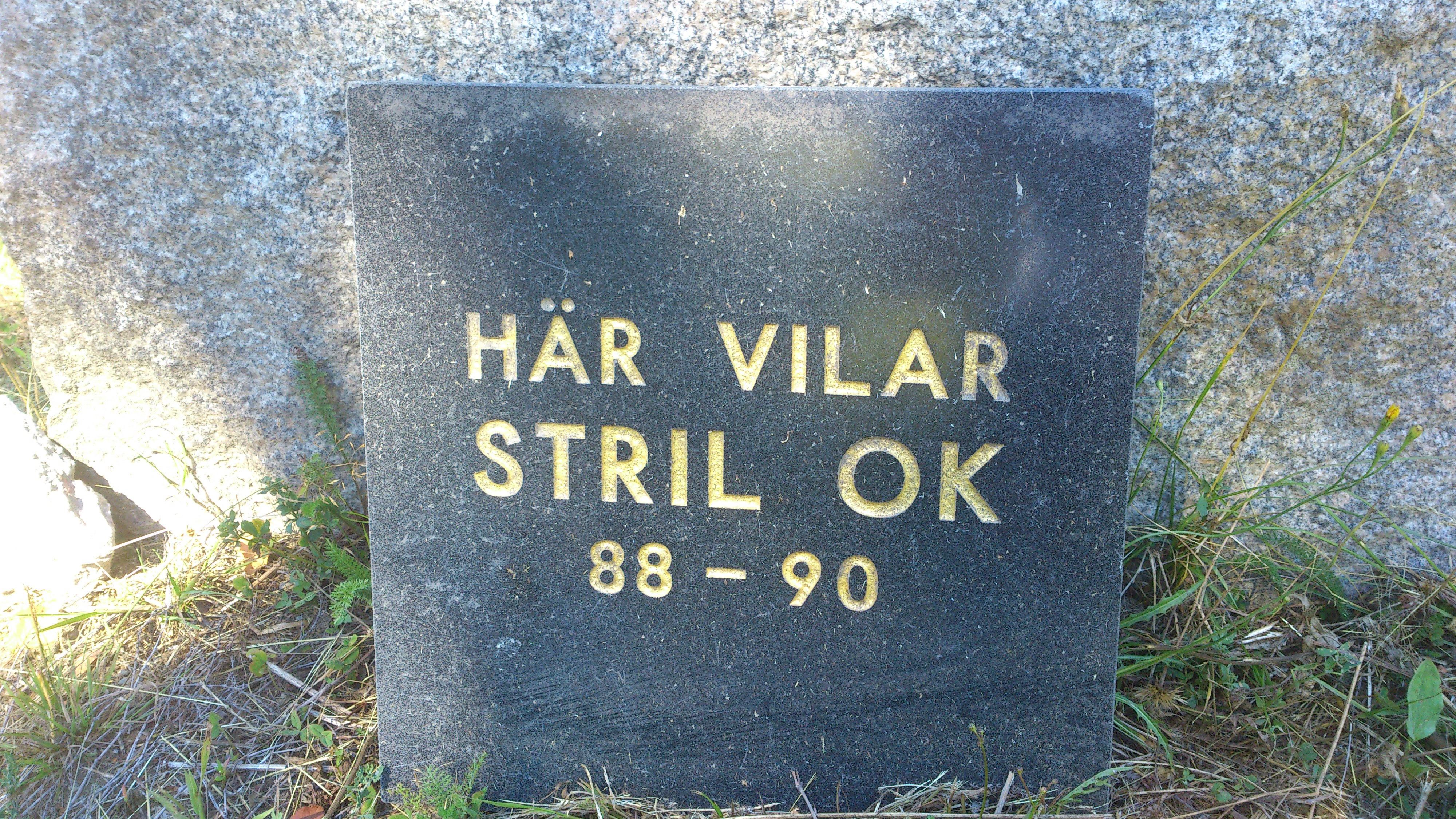
Minnessten för STRIL-verksamheten vid F 18.
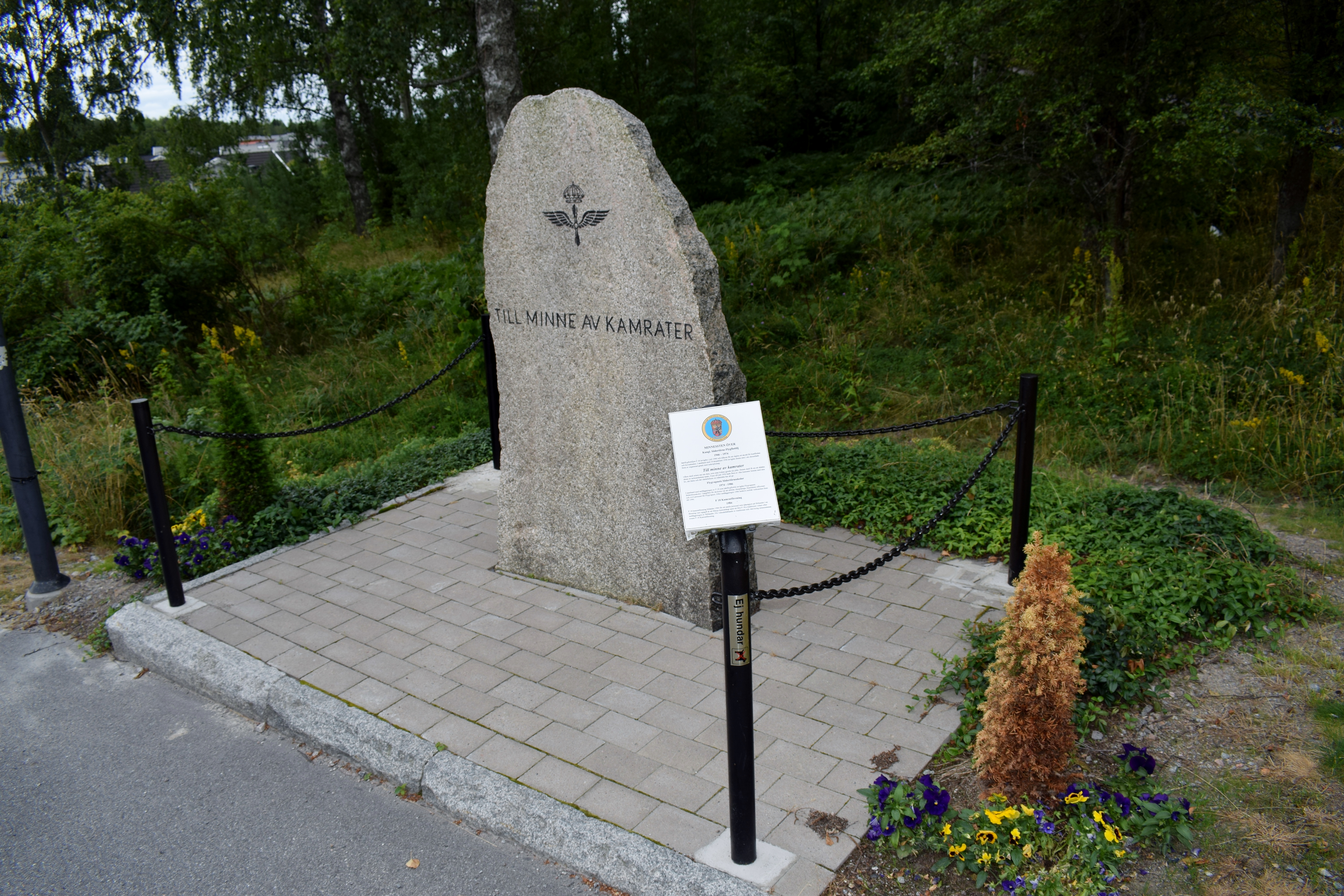
Minnessten över flottiljen och skolan.